# Матвеев, Фёдор Михайлович
Фёдор Миха́йлович Матве́ев (1758—1826) — русский художник-пейзажист, мастер классицистического пейзажа, академик Императорской Академии художеств.

## Биография
Родился в 1758 году в Санкт-Петербурге, в семье солдата лейб-гвардии Измайловского полка.
В шестилетнем возрасте, в 1764 году, был принят в первый набор Воспитательного училища при Императорской Академии художеств. С 1776 года обучался в классе ландшафтной живописи и в 1778 году получил малую золотую медаль за картину «Пейзаж с пастухами, пасущими скот» , а в 1779 — большую золотую медаль академии художеств и в начале 1780 года, как пенсионер академии, приехал в Рим. Здесь, по просьбе Рейфенштейна с ним занимался Я. Ф. Хаккерт; Матвеев неоднократно копировал пейзажи Лоррена и Хаккерта, а также использовал композиционные особенности их работ в своих произведениях, что, однако, не помешало ему выработать собственную неповторимую манеру.
В Италии Матвеев прожил сорок семь лет, хотя срок пенсиона завершился в 1782 году. В 1781 году он ездил на юг Италии рисовать «древности» в Неаполе и его окрестностях. В 1783 году сопровождал во Флоренцию князя Трубецкого. Через год вместе с князем А. И. Вяземским, проехал всю Центральную и Северную Италию, затем побывал в Швейцарии — в Женеве и Берне. В 1788 году Матвеев писал: «… я ездил, почитай, что по всем городам в Сицилию и до самой Мальты, где рисовал все, что возможно было, касающееся до моего художества».
Неоднократно планировал вернуться на родину: в 1789 и 1795 году обращался в Академию художеств с просьбой помочь оплатить долги и прислать денег на дорогу домой. В 1805 году он просил президента академии А. С. Строганова назначить ему место в Академии, но не получив ожидаемого, навсегда остался в Италии. В 1806 году отправил в Академию художеств картину «Вид Неаполя от подножия Позилиппо», за которую в 1807 году получил звание академика ландшафтной живописи. В 1818 году император Александр I повелел назначить Матвееву пожизненный пенсион.
Молодой Сильвестр Щедрин посещал мастерскую Матвеева в Риме и находил его одним из лучших современных пейзажистов, отмечал профессиональное мастерство и лёгкость исполнения, точность в передаче натуры (вплоть до формы листьев разных пород деревьев), теплоту колорита, освещение и неподражаемое умение писать дальние планы.
Умер в Риме в 1826 году.

## Произведения художника
Одни из лучших работ художника: «Вид в окрестностях Неаполя» (1806), «Вид на Лаго-Маджоре» (1808), «Вид Рима. Колизей» (1816), «Вид Больсенского озера в Италии» (1819), выполнены в типичной для классицизма манере письма. На юбилейной выставке в 2008 году в Третьяковской галерее были представлены почти 80 экспонатов из 11 музеев и нескольких частных коллекций; многие из них хранятся в запасниках или в региональных музеях, в том числе: самое раннее из сохранившихся полотен Матвеева — «Пейзаж с пастухами, пасущими скот» (1778, частное собрание В. А. и Е. А. Семенихиных, Москва); вид храмов Пестума из собрания Эрмитажа; изображения водопадов из Рыбинского художественного музея и Новгородского музея-заповедника; виды римского Форума и окрестностей Неаполя из Национального художественного музея Республики Беларусь.

### Галерея работ

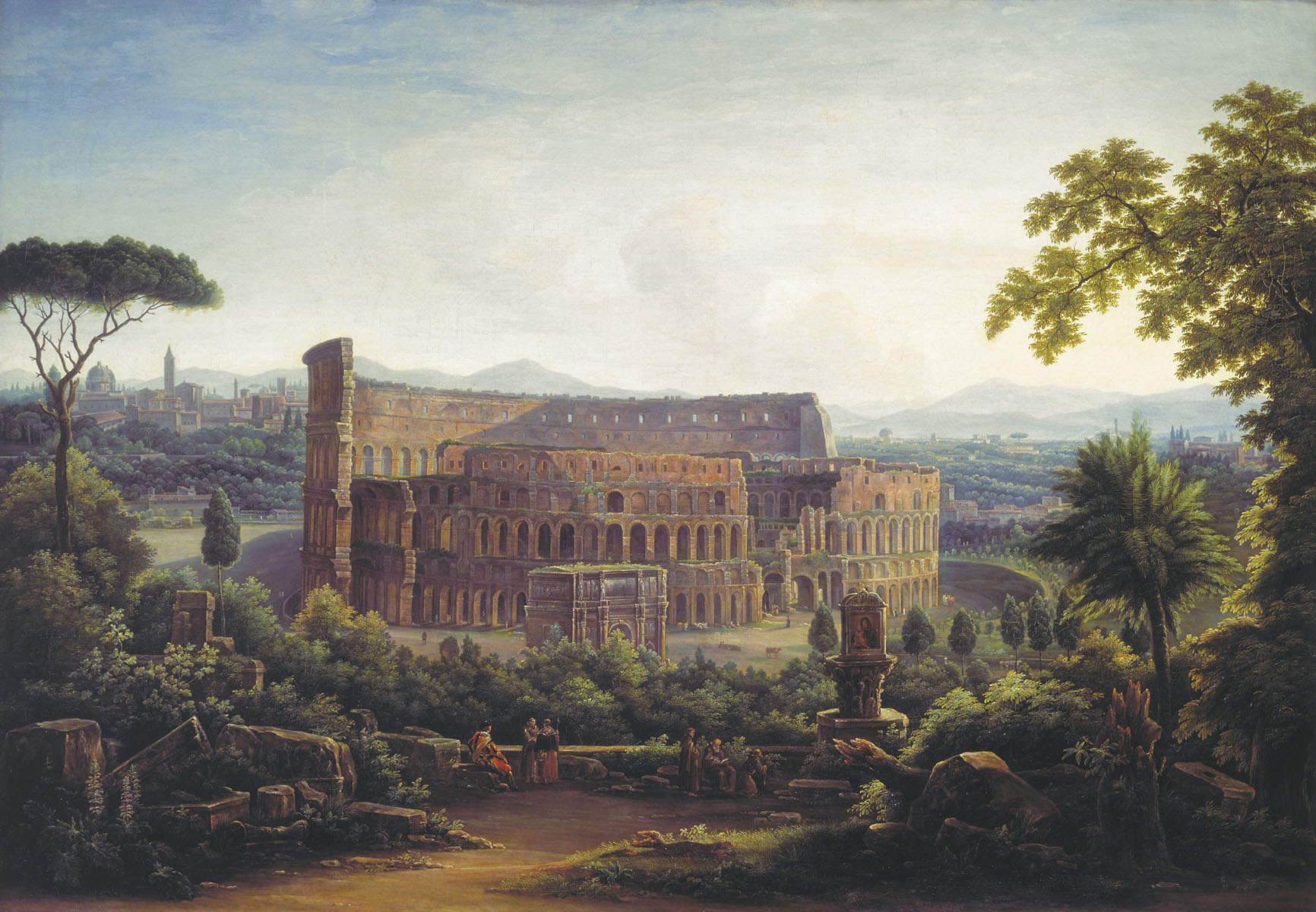
Вид Рима. Колизей. 1816.
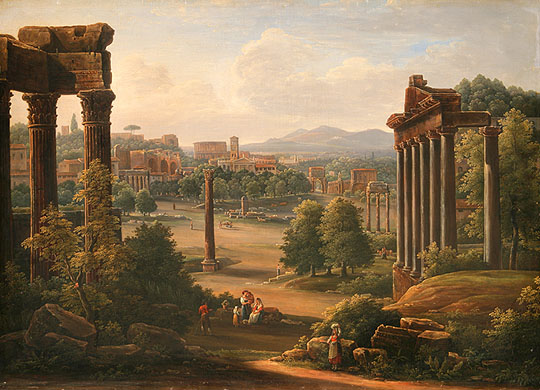
Рим. Развалины Форума. 1816.
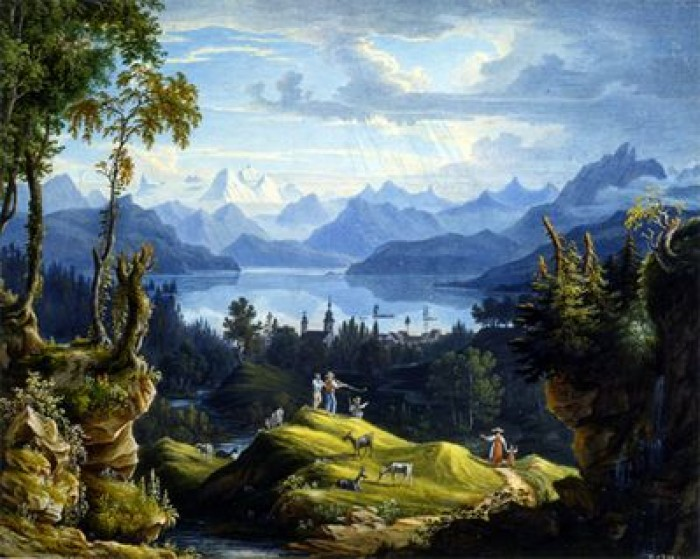
Швейцарский пейзаж. 1818.
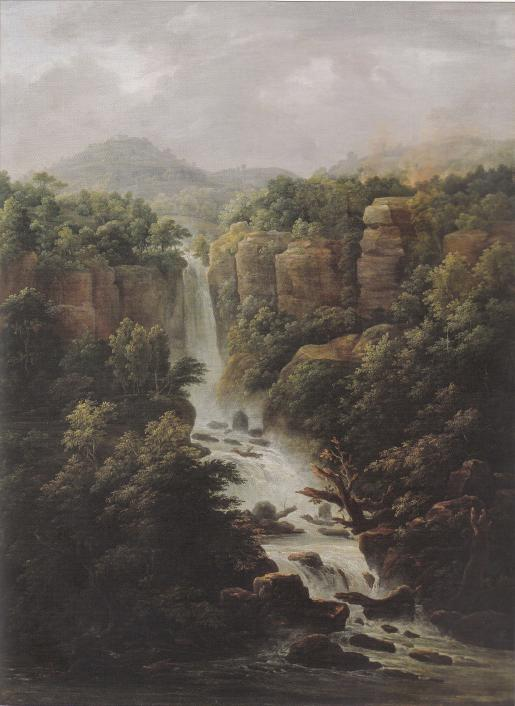
Каскады папского дворца в окрестностях Рима. 1818.
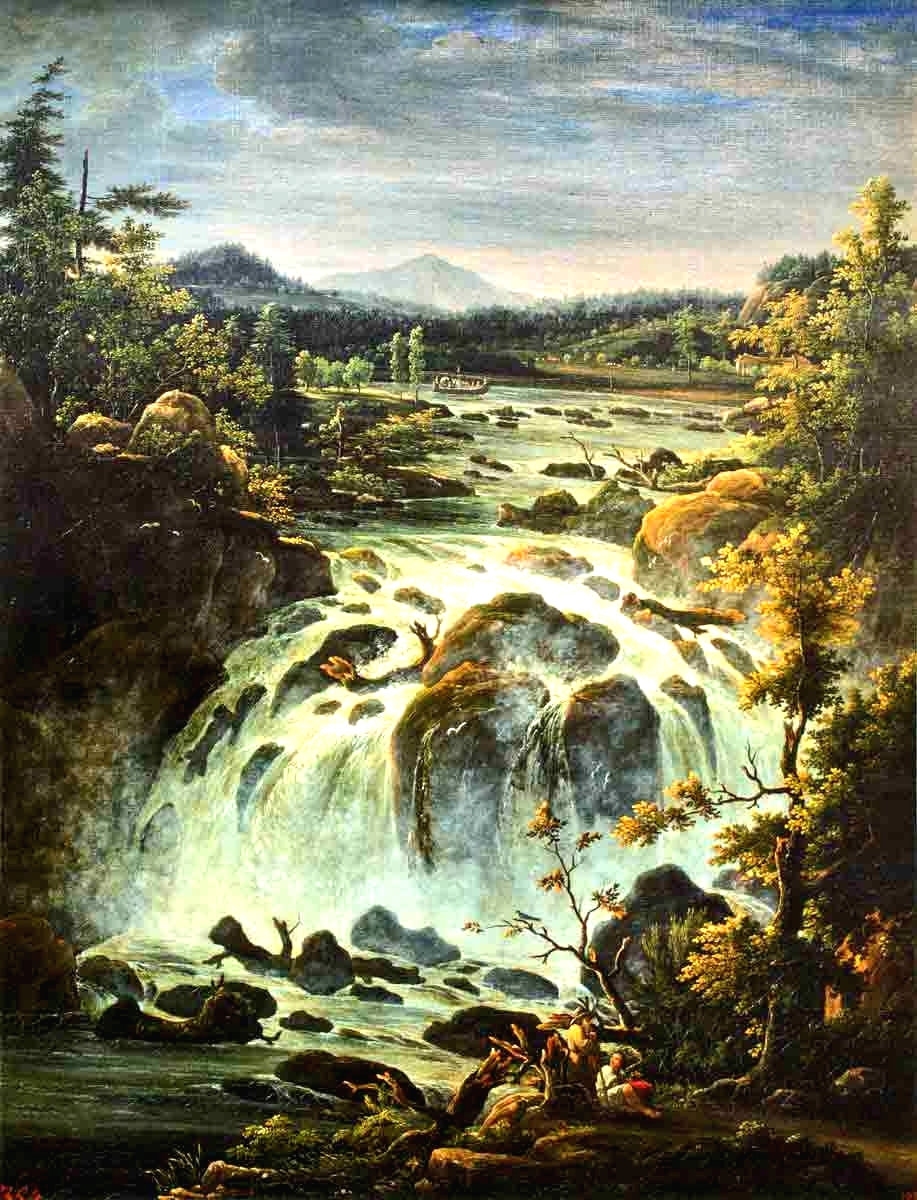
Водопад Иматра в Финляндии. 1819.
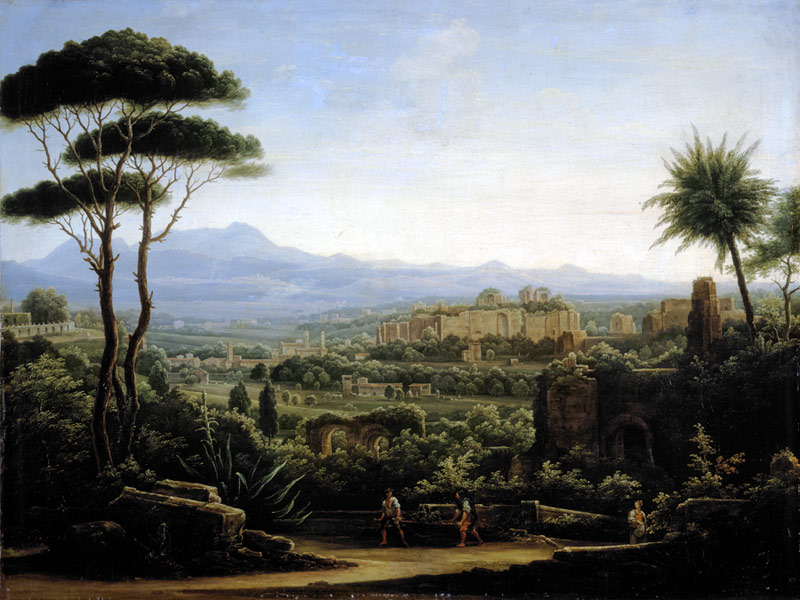
Окрестности близ Тиволи. 1819.